# Castillo de Sasayama
El castillo de Sasayama (篠山城 Sasayama-jō?) es una fortificación japonesa del siglo XVII en la ciudad de Tanbasasayama (prefectura de Hyōgo). Desde 1956 sus restos han sido protegidos como Lugar Histórico Nacional.

## Historia
Desde la cima del monte Takashiro hasta el sureste del castillo de Sasayama, los Hatano gobernaron la provincia de Tanba desde el castillo Yagami. Este cayó ante los ataques de Akechi Mitsuhide en 1579. Posteriormente en 1608, el hijo de Tokugawa Ieyasu, Matsudaira Yasushige, se convirtió en señor de Yagami. Al año siguiente, Ieyasu comenzó la construcción de la fortaleza de Sasayama en tanto que desmantelaba la de Yagami como parte de su plan para controlar mejor a los señores feudales occidentales y fortificar el castillo de Osaka. Tōdō Takatora diseñó el complejo y se completó en menos de un año. Para tal propósito Ieyasu ordenó a veinte daimyō de quince provincias diferentes que ayudaran en la construcción, y se llegó a reunir unos 80 000 trabajadores. En 1748 los miembros del clan Aoyama pasaron a ser los castellanos de Sasayama, en sustitución de los Matsudaira, hasta que en 1871 la fortaleza fue finalmente desmantelada.
Los distintos señores feudales emplearon el salón Ōshoin hasta 260 años después de la construcción de la fortaleza para celebrar reuniones oficiales. En 1944 sufrió un incendio y quedó destruido, pero tras un extenso estudio de fotografías antiguas y planos finalmente quedó reconstruido en el 2000. El ninomaru (recinto secundario del castillo) también se rehabilitó ese mismo año.

## Diseño
Situada sobre la cima de una colina, la fortificación de Sasayama constituye un ejemplo de castillo para el que fueron erigidas bases de piedra sobre las que levantar un tenshu (torre principal), que no llegaba a ser construido. Sobre esto, Ieyasu argumentaba que estas fortalezas eran lo suficientemente fuertes sin un tenshu y una amenaza demasiado grande con uno. A falta de torre principal, uno de los edificios más destacados del complejo es el Ōshoin, que es comparable en estilo al palacio del castillo Nijō en Kioto. El salón de Sasayama cuenta con 739.33 metros cuadrados de extensión, una altura de 12.88 m de altura y un tejado a dos aguas de madera. El frontal en el lado norte está decorado con un dosel con karahafu, que indican la importancia de la estructura. El piso elevado cubierto con tatami es la zona más exclusiva, y cuenta con varios muebles de madera y un biombo de la escuela Kanō para ambientar la habitación en el período Edo.

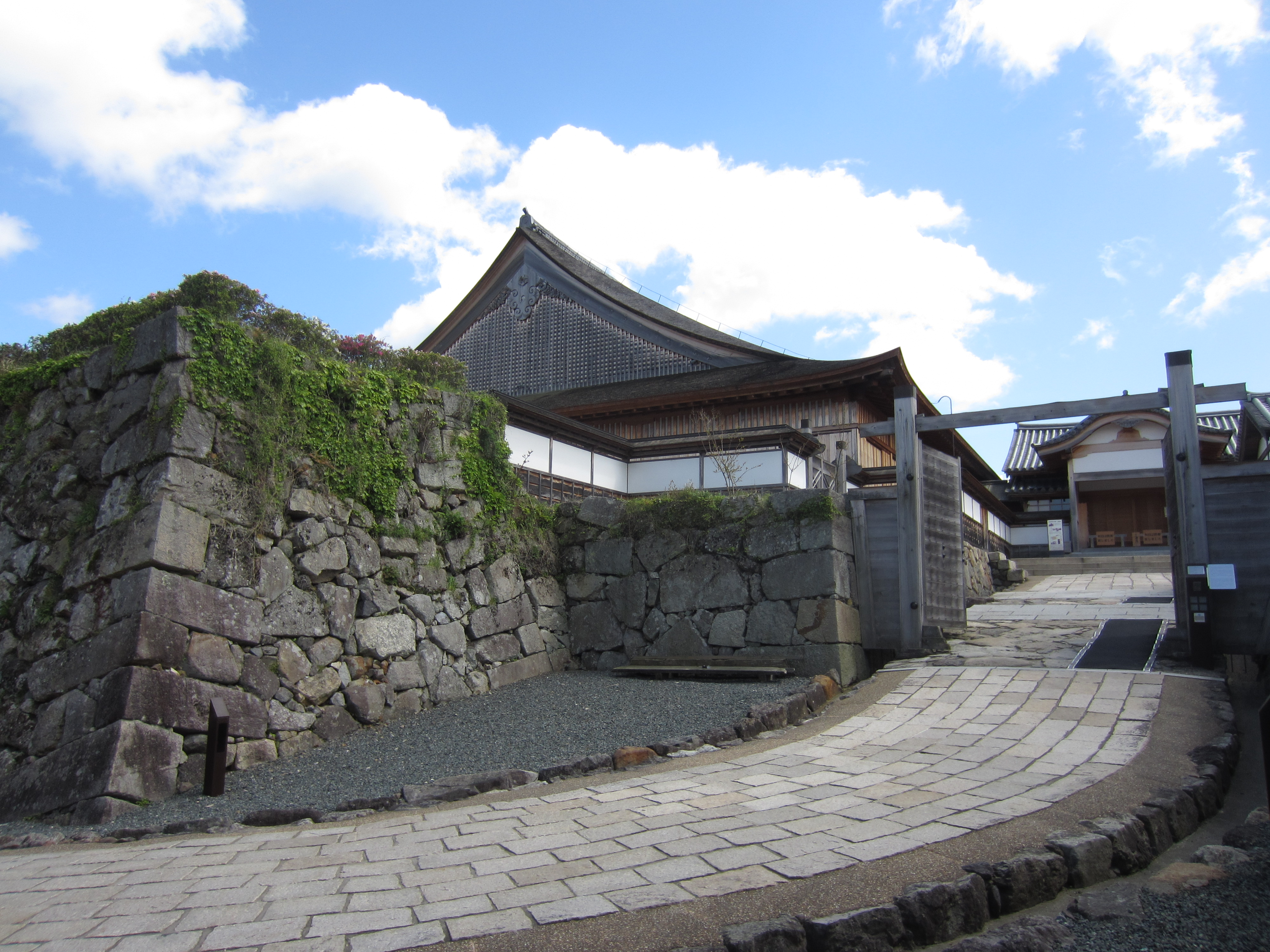
Entrada del castillo y muros de piedra.
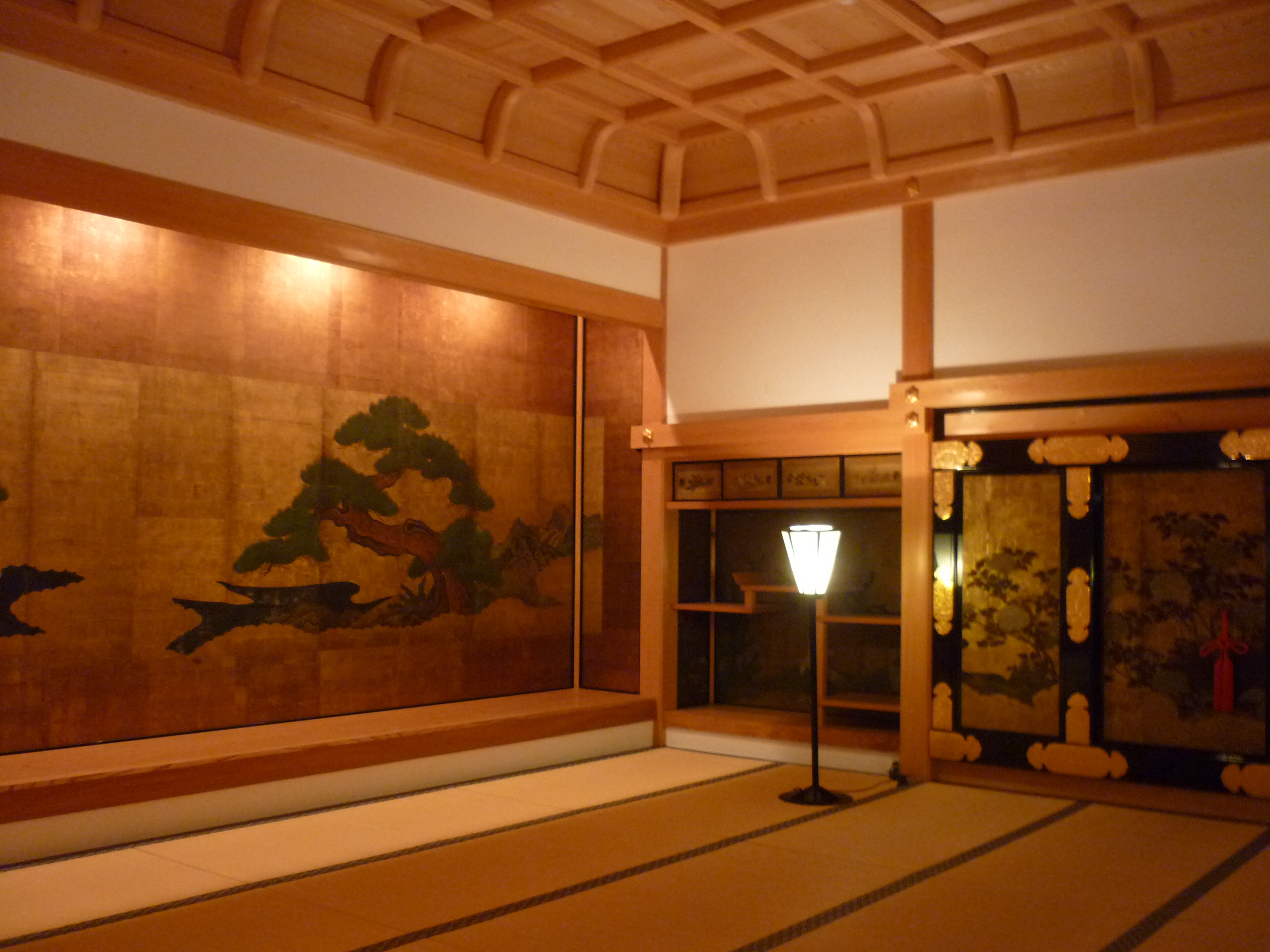
El interior de la habitación del Ōshoin con tatamis.